# Трендель
Трендель (нім. Tröndel) — громада в Німеччині, розташована в землі Шлезвіг-Гольштейн. Входить до складу району Плен. Складова частина об'єднання громад Лютьєнбург.
Площа — 7,58 км2. Населення становить 371 ос. (станом на 31 грудня 2020).